# Mdm4
La proteína Mdm4 (de sus siglas en inglés "murine doble minute 4") es un regulador codificado en humanos por el gen mdm4.
El gen humano mdm4, que juega un importante papel en procesos de apoptosis, codifica una proteína de 490 aminoácidos que contiene un dominio de dedos RING y una posible señal de localización nuclear. Esta posible señal de localización nuclear, que la poseen todas las proteínas Mdm, se encuentra localizada en el extremo C-terminal de la proteína. El ARNm de este gen presenta altos niveles de expresión en el timo y bajos niveles en todos los demás tejidos estudiados. La proteína Mdm4 producida mediante traducción in vitro ha demostrado interaccionar con p53 a través de un dominio localizado en la región N-terminal de la proteína Mdm4. Mdm4 muestra una similitud estructural significativa con la proteína de unión a p53, Mdm2.

## Interacciones
La proteína Mdm4 ha demostrado ser capaz de interaccionar con:
- E2F1[3]
- Mdm2[4][5][6][7]
- p53[6][1]